# Tetrastichus paluster
Tetrastichus paluster är en stekelart som beskrevs av Kostjukov 1978. Tetrastichus paluster ingår i släktet Tetrastichus och familjen finglanssteklar. Inga underarter finns listade i Catalogue of Life.